# Conoaxima affinis
Conoaxima affinis är en stekelart som beskrevs av Charles Thomas Brues 1922. Conoaxima affinis ingår i släktet Conoaxima och familjen kragglanssteklar.
Artens utbredningsområde är Guatemala. Inga underarter finns listade i Catalogue of Life.